# Chiesa di San Matteo Apostolo (Revine Lago)
La chiesa arcipretale di San Matteo Apostolo è la parrocchiale di Revine, frazione di Revine Lago, in provincia di Treviso e diocesi di Vittorio Veneto; fa parte della forania della Vallata.

## Storia
Risale al 1313 la prima citazione di una chiesa a Revine, la quale era, originariamente, sottoposta alla pieve di Bigonzo, dalla quale si affrancò l'11 marzo 1537 per opera del vescovo Giovanni Grimani diventando parrocchia autonoma; tuttavia, altri documenti attestano che quest'ultima fu eretta nel 1675. La chiesa venne riedificata nel XVI secolo e consacrata una prima volta il 19 maggio 1644 ed una seconda il 21 settembre 1745. L'edificio fu ampliato nel 1611 e il 22 settembre 1910 insignito del titolo di arcipretale. 
L'attuale parrocchiale venne costruita tra il 1946 ed il 1951 in stile neoromanico.

## Descrizione e interno
La chiesa è a tre navate. Il campanile presenta all'altezza della cella bifore su tutti quattro i lati e termina in una cuspide ottagonale. L'opera più importante conservata all'interno della chiesa è una pala raffigurante la Madonna col Bambino in gloria tra i Santi Matteo e Mattia, opera del cisonese Egidio Dall'Oglio di inizio Settecento.